# Berberis pinifolia
Berberis pinifolia är en berberisväxtart som först beskrevs av Cyrus Longworth Lundell, och fick sitt nu gällande namn av Cornelius Herman Müller. Berberis pinifolia ingår i släktet berberisar, och familjen berberisväxter. Inga underarter finns listade i Catalogue of Life.